# تقليل مصدري
تقليل المصدر (بالإنجليزية: Source reduction)‏ هي عبارة عن أنشطة مُصممة لتقليل حجم المنتجات أو كتلتها أو سُميتها طوال فترة صلاحياتها. وهي تشمل تصميم وتصنيع، واستخدام، والتخلص من المنتجات ذات المحتوى السام الأدنى، والحجم الأدنى للمواد لغرض زيادة عمر انتاجي أطول وحماية البيئة.
يَعتبرها البعض ركيزةٌ مهمة في سياق الإدارة المتكاملة للنفايات الصلبة لا سيما في الفصول الخاصة بتقنياتٍ مَقبولة عالميًا.

## مُرادفات
يُطلق عليها منع التلوث لانها تَسهُم في تقليل استخدام المواد السامة.
سُميت اسم تقليل المصدر لأنها تقلل استخدام المواد الخطرة في المصدر أي المُنتجات بأنواعها.

## إجراء
يتم تقليل المصدر من خلال تحسينات في التصميم والإنتاج والاستخدام وإعادة الاستخدام وإعادة التدوير ومن خلال الشراء المفضل بيئيًا (EPP) ويمكن كذلك مساهمة المستهلكين في ذلك.